# Европейски път E41
Европейски път Е41 е европейски автомобилен маршрут, свързващ градовете Дортмунд, Германия и Алтдорф, Швейцария.

## Маршрут
- Германия: Дортмунд – Хаген – Олпе – Зиген – Вецлар – Ханау – Ашафенбург – Вюрцбург – Хайлброн – Щутгарт —Бьоблинген – Херенберг – Филинген-Швенинген – Бад Дюрнхайм – Зинген -
- Швейцария: Шафхаузен – Винтертур – Цюрих – Швиц – Алтдорф[2]

Е41 е свързан със следните маршрути:
| - E34 - E37 - E40 - E44 | - E451 - E50 - E52 - E531 | - E54 - E60 - Е35 |